# Windows 10X
Windows 10X (Windows Core OS, ModernPC, Santorini, Windows Lite) — операционная система, изначально представленная для устройств с двумя экранами, однако в сети появлялись сборки и с поддержкой одного. Изначальная дата релиза была назначена на 2020 год, но позже перенесена на 2021. Microsoft опубликовала бета-сборку Windows 10X в сервисе Windows Update под номером 20279.1002 из ветки fe_release_10x (полный номер сборки: 10.0.20279.1002.fe_release_10x.201214-1532). В мае 2021 года Microsoft объявила об отказе выпускать Windows 10X.

## Разработка
2 октября 2019 года Microsoft представила складное устройство Surface Neo. Вместе с ним компания продемонстрировала новую операционную систему, рассчитанную на двухэкранные устройства. Планировалось, что Windows 10X будет поддерживать Win32-приложения через контейнеры, но потом было решено выпустить систему без этой функции, а контейнеры отправить на доработку. Релиз Windows 10X выйдет без VAIL-технологии (без эмуляции Win32), однако будет использоваться CloudPC, то есть, будет использоваться потоковая передача программ с использованием облачных возможностей Azure.
Windows 10X должна была поддерживать режим Modern Standby, который позволит бы устройствам практически мгновенно выходить из спящего режима. Такой режим уже присутствует в обычной Windows 10, однако в Windows 10X он был бы значительно улучшен. Это необходимо, чтобы ПК, ноутбуки и планшеты Microsoft можно было вывести из спящего режима так же быстро, как прочие мобильные устройства.
Согласно документу, опубликованному на сайте поддержки Microsoft, Windows 10X должна была поддерживать только драйверы, созданные по модели «Windows Drivers», которая была представлена вместе с Windows 10 May 2020 Update (версия 2004). С того момента все драйверы классифицируются на две группы: «Windows Drivers» и «Windows Desktop Drivers».
Согласно документу, «Windows Drivers» совместимы со всеми вариантами Windows 10, включая Windows 10X и десктопную Windows 10. В свою очередь «Windows Desktop Drivers» будут работать только в десктопной версии Windows 10.
Предполагалось, что она выйдет вместе с Surface Neo в конце 2020 года. Однако в какой-то момент Microsoft сообщила, что Surface Neo отложен на неопределённый срок, а Windows 10X переориентируется на одноэкранные устройства. И теперь эта операционная система действительно сильно похожа на Chrome OS.
Microsoft значительно меняет пользовательский интерфейс Windows 10 в рамках проекта Sun Valley. Некоторые элементы интерфейса из Windows 10X уже можно наблюдать в Windows 10.
В мае 2021 года стало известно о том, что Microsoft не будет выпускать Windows 10X. Вместо этого компания сосредоточится на обновлении Windows 10 под внутренним названием Sun Valley (ныне Windows 11).

## Интерфейc
В октябре 2019 года произошла утечка документации, где описывался интерфейс системы Windows 10X.
Основные принципы дизайна интерфейса Windows 10X: удобство использования, эффективность и простота. Архитекторы UI говорят, что дизайн основан на результатах исследований, тестировании и технической документации. Операционная система должна в основном обеспечивать максимальное удобство, при этом не ограничивая пользователя. Примером этого является меню «Быстрые настройки» с перечнем наиболее часто используемых настроек.

### Новое меню «Пуск» («Launcher»)
Меню «Пуск» («Start Menu») переименовано в «Launcher». Оно включает строку для поиска в интернете, поиска документов в OneDrive и приложений на компьютере (с поддержкой голосового ввода), статическую область приложений и PWA-приложений, а также список недавно используемых документов.
«Launcher» помогает пользователям быстро запускать и возобновлять задачи, — говорится в документации.
Сетка документов раскрывается вниз. Значки оттуда можно перетянуть в верхнюю часть, чтобы они сразу отображались на первом экране.
В этом меню можно группировать приложения по папкам и удалять их из сетки (и с устройства).

### Экран блокировки
Пользователь может быстро пройти аутентификацию, как только включает устройство (модель Restrained Lock). Это отличается от модели Windows 10, где перед аутентификацией нужно убрать с экрана «предварительный» экран блокировки («занавеску»).

### Окно «Быстрые настройки»
В разделе настроек два уровня: на первом демонстрируется до десяти самых популярных настроек, а на втором — остальные. Первый список можно редактировать. Значения по умолчанию
- Wi-Fi
- Cell Data (видимо, данные сотовой сети).
- Язык ввода.
- Режим Compose.
- Bluetooth.
- Режим полёта.
- Поворот экрана.
- Проект (Project).

### Панель задач
Доступ к часто используемым приложениям и сайтам, а также переключение задач. Активные вкладки могут быть на переднем плане или в фоновом режиме. Поддерживается группировка, когда несколько экземпляров приложения сгруппированы под одним значком. При наведении появляется Ul с миниатюрами для различных экземпляров этого приложения. Панель задач отображает статусы «активное состояние» (приложение в фокусе) и «состояние выполнения» (значок подчёркивается, когда приложение работает, независимо от того, находится оно в фокусе или нет).
Дизайнеры говорят, что продолжают эксперименты с разной группировкой значков (центрированное или выровненное по левому краю), с количеством и размером элементов, количеством отображаемых последних событий, наличием/отсутствием разделителя и так далее.